# 本江站 (福野町)
本江站（日语：／ Hongō eki */?）是位於富山縣東礪波郡福野町（現時：南礪市），加越能鐵道加越線的鐵路車站（廢站）。

## 歷史
- 1933年（昭和8年）5月15日：車站啟用[1]。
- 1943年（昭和18年）1月1日：成為富山地方鐵道的車站[1]。
- 1950年（昭和25年）10月23日：成為加越能鐵道的車站[1]。
- 1972年（昭和47年）9月16日：加越線廢除，此站也被廢除[1]。

## 現狀
在廢線後，車站候車室遺址變成了巴士候車處，現時已經被拆毀。巴士站遷移至北邊。

## 相鄰車站
加越能鐵道
加越線
津澤－本江－野尻

## 注腳
1. 1 2 3 4  今尾惠介《日本鐵道旅行地圖帳》6號北信越（新潮社、2008年）p.33
2. ↑  《富山廢線紀行》2008年7月16日，草卓人著，桂書房發行，136頁

## 相關項目
- 日本鐵路車站列表 Ho